# 스칼렛 넥서스
《스칼렛 넥서스》(SCARLET NEXUS)는 반다이 남코 게임스에서 제작한 일본의 액션 RPG 게임이다. TV 애니메이션은 2021년 7월부터 12월까지 방영되었다.
이 작품은, 기능이 확장된 인간에 의해서 모든 것이 컨트롤 되는 세계를 무대로, 인간의 뇌를 노리는 「괴이」와의 싸움을 그린 내용으로 되어 있다.